# Coppa delle Coppe 2011-2012 (pallamano maschile)
La Coppa delle Coppe 2011-2012 è stata la 37ª e ultima edizione del secondo torneo europeo per club.
Il detentore del trofeo è la squadra tedesca del VfL Gummersbach; si trattò del quarto trionfo nel torneo, il secondo consecutivo.
Tutti i turni di qualificazione sono stati disputati con incontri di andata e ritorno; in alcuni casi, previo accordo tra le squadre partecipanti, sia la gara di andata che la gara di ritorno potrebbero essere disputate nella stessa sede.

## Secondo turno
| Squadra 1        | Squadra 2              | Andata                | Ritorno                | Totale  |
| ---------------- | ---------------------- | --------------------- | ---------------------- | ------- |
| HC Dobrudja      | HC Ulim-Alexia         | Dobrič, 9 ott. 2011   | Chișinău, 16 ott. 2011 | 45 - 70 |
| HC Dobrudja      | HC Ulim-Alexia         | 25 - 32               | 20 - 38                | 45 - 70 |
| MSK Hlohovec     | RK Zemaitijos Dragunas | Hlohovec, 8 ott. 2011 | Hlohovec, 9 ott. 2011  | 57 - 45 |
| MSK Hlohovec     | RK Zemaitijos Dragunas | 30 - 24               | 27 - 21                | 57 - 45 |
| KH BESA Famiglia | HC Motor Zntu Zas      | Peć, 15 ott. 2011     | Peć, 16 ott. 2011      | 41 - 79 |
| KH BESA Famiglia | HC Motor Zntu Zas      | 19 - 35               | 22 - 44                | 41 - 79 |

## Terzo turno
| Squadra 1               | Squadra 2              | Andata                   | Ritorno                   | Totale  |
| ----------------------- | ---------------------- | ------------------------ | ------------------------- | ------- |
| HC Ulim Alexia          | Kaustik                | Chișinău, 27 nov. 2011   | Volgograd, 3 dic. 2011    | 53 - 75 |
| HC Ulim Alexia          | Kaustik                | 24 - 41                  | 29 - 34                   | 53 - 75 |
| ULZ Sparkasse Schwaz    | RK Porec               | Schwaz, 26 nov. 2011     | Parenzo, 4 dic. 2011      | 46 - 49 |
| ULZ Sparkasse Schwaz    | RK Porec               | 23 - 24                  | 23 - 25                   | 46 - 49 |
| CAI BM Aragon           | Borac Banja Luka       | Saragozza, 26 nov. 2011  | Banja Luka, 3 dic. 2011   | 53 - 52 |
| CAI BM Aragon           | Borac Banja Luka       | 31 - 21                  | 22 - 31                   | 53 - 52 |
| HC Lovcen-Cetinje       | Benfica                | Lisbona, 25 nov. 2011    | Lisbona, 26 nov. 2011     | 35 - 51 |
| HC Lovcen-Cetinje       | Benfica                | 21 - 25                  | 14 - 26                   | 35 - 51 |
| Maliye Milli Piyango SK | VfL Gummersbach        | Olpe, 25 nov. 2011       | Gummersbach, 27 nov. 2011 | 48 - 68 |
| Maliye Milli Piyango SK | VfL Gummersbach        | 25 - 27                  | 23 - 41                   | 48 - 68 |
| MSK Hlohovec            | Aarhus Haandbold       | Hlohovec, 26 nov. 2011   | Hlohovec, 27 nov. 2011    | 55 - 65 |
| MSK Hlohovec            | Aarhus Haandbold       | 34 - 34                  | 21 - 31                   | 55 - 65 |
| HC Meshkov Brest        | H.C. Pelister 08       | Brėst, 26 nov. 2011      | Bitola, 3 dic. 2011       | 53 - 45 |
| HC Meshkov Brest        | H.C. Pelister 08       | 27 - 20                  | 26 - 25                   | 53 - 45 |
| HC Celje                | HC Kehra               | Celje, 3 dic. 2011       | Celje, 4 dic. 2011        | 71 - 41 |
| HC Celje                | HC Kehra               | 34 - 18                  | 37 - 23                   | 71 - 41 |
| Pallamano Noci          | Energia Targu-Jiu      | Noci, 27 nov. 2011       | Târgu Jiu, 3 dic. 2011    | 54 - 62 |
| Pallamano Noci          | Energia Targu-Jiu      | 26 - 25                  | 28 - 37                   | 54 - 62 |
| E.U. Cyprus             | Celebi FTC PLER        | Nicosia, 27 nov. 2011    | Budapest, 4 dic. 2011     | 43 - 54 |
| E.U. Cyprus             | Celebi FTC PLER        | 22 - 24                  | 21 - 30                   | 43 - 54 |
| BSV Berna               | Kremer/Hurry-Up        | Guemligen, 26 nov. 2011  | Zwartemeer, 3 dic. 2011   | 66 - 58 |
| BSV Berna               | Kremer/Hurry-Up        | 38 - 27                  | 28 - 31                   | 66 - 58 |
| ESN Vrilissia           | Lugi HF                | 20 set. 2011             | 20 set. 2011              | 0 - 20  |
| ESN Vrilissia           | Lugi HF                | 0 - 10                   | 0 - 10                    | 0 - 20  |
| HCB OKD Karvina         | SG Flensburg-Handewitt | Karviná, 26 nov. 2011    | Flensburgo, 3 dic. 2011   | 41 - 74 |
| HCB OKD Karvina         | SG Flensburg-Handewitt | 23 - 37                  | 18 - 37                   | 41 - 74 |
| United HC Tongeren      | RK Vojvodina           | Tongeren, 26 nov. 2011   | Novi Sad, 3 dic. 2011     | 55 - 57 |
| United HC Tongeren      | RK Vojvodina           | 31 - 24                  | 24 - 33                   | 55 - 57 |
| HC Motor ZNTU ZAS       | ZTR Zaporozhye         | Zaporižžja, 26 nov. 2011 | Zaporižžja, 3 dic. 2011   | 56 - 56 |
| HC Motor ZNTU ZAS       | ZTR Zaporozhye         | 25 - 25                  | 31 - 31                   | 56 - 56 |
| OIF Arendal             | Handball Esch          | Nedenes, 26 nov. 2011    | Nedenes, 27 nov. 2011     | 57 - 45 |
| OIF Arendal             | Handball Esch          | 22 - 21                  | 35 - 24                   | 57 - 45 |

## Ottavi di finale
| Squadra 1         | Squadra 2              | Andata                    | Ritorno                  | Totale      |
| ----------------- | ---------------------- | ------------------------- | ------------------------ | ----------- |
| Energia Targu-Jiu | Benfica                | Târgu Jiu, 11 feb. 2012   | Lisbona, 18 feb. 2012    | 51 - 74     |
| Energia Targu-Jiu | Benfica                | 27 - 33                   | 24 - 41                  | 51 - 74     |
| HC Meshkov Brest  | Lugi HF                | Brėst, 18 feb. 2012       | Brėst, 19 feb. 2012      | 62 - 43     |
| HC Meshkov Brest  | Lugi HF                | 37 - 19                   | 25 - 24                  | 62 - 43     |
| VfL Gummersbach   | OIF Arendal            | Gummersbach, 11 feb. 2012 | Nedenes, 18 feb. 2012    | 61 - 47     |
| VfL Gummersbach   | OIF Arendal            | 40 - 27                   | 21 - 20                  | 61 - 47     |
| Aarhus Haandbold  | HC Celje               | Aarhus, 11 feb. 2012      | Celje, 18 feb. 2012      | 46 - 49     |
| Aarhus Haandbold  | HC Celje               | 22 - 23                   | 24 - 26                  | 46 - 49     |
| HC Motor ZNTU ZAS | RK Vojvodina           | Zaporižžja, 18 feb. 2012  | Zaporižžja, 19 feb. 2012 | 65 - 45     |
| HC Motor ZNTU ZAS | RK Vojvodina           | 30 - 26                   | 35 - 19                  | 65 - 45     |
| CAI BM Aragon     | RK Poreč               | Saragozza, 11 feb. 2012   | Parenzo, 19 feb. 2012    | 55 - 46     |
| CAI BM Aragon     | RK Poreč               | 28 - 24                   | 27 - 22                  | 55 - 46     |
| BSV Berna         | Kaustik                | Guemligen, 11 feb. 2012   | Volgograd, 18 feb. 2012  | 52 - 52 (a) |
| BSV Berna         | Kaustik                | 26 - 25                   | 26 - 27                  | 52 - 52 (a) |
| Celebi FTC PLER   | SG Flensburg-Handewitt | Budapest, 11 feb. 2012    | Flensburgo, 18 feb. 2012 | 51 - 64     |
| Celebi FTC PLER   | SG Flensburg-Handewitt | 26 - 32                   | 25 - 32                  | 51 - 64     |

## Quarti di finale
| Squadra 1         | Squadra 2              | Andata                    | Ritorno                  | Totale  |
| ----------------- | ---------------------- | ------------------------- | ------------------------ | ------- |
| HC Motor ZNTU ZAS | SG Flensburg-Handewitt | Zaporižžja, 17 mar. 2012  | Flensburgo, 24 mar. 2012 | 62 - 66 |
| HC Motor ZNTU ZAS | SG Flensburg-Handewitt | 30 - 39                   | 32 - 27                  | 62 - 66 |
| VfL Gummersbach   | BSV Berna              | Gummersbach, 17 mar. 2012 | Guemligen, 25 mar. 2012  | 57 - 50 |
| VfL Gummersbach   | BSV Berna              | 32 - 23                   | 25 - 27                  | 57 - 50 |
| HC Meshkov Brest  | CAI BM Aragon          | Brėst, 17 mar. 2012       | Saragozza, 24 mar. 2012  | 49 - 55 |
| HC Meshkov Brest  | CAI BM Aragon          | 24 - 26                   | 25 - 29                  | 49 - 55 |
| HC Celje          | Benfica                | Celje, 17 mar. 2012       | Lisbona, 24 mar. 2012    | 59 - 54 |
| HC Celje          | Benfica                | 29 - 23                   | 30 - 31                  | 59 - 54 |

## Semifinali
| Squadra 1              | Squadra 2       | Andata                   | Ritorno                   | Totale  |
| ---------------------- | --------------- | ------------------------ | ------------------------- | ------- |
| SG Flensburg-Handewitt | CAI BM Aragon   | Flensburgo, 22 apr. 2012 | saragozza, 28 apr. 2012   | 70 - 64 |
| SG Flensburg-Handewitt | CAI BM Aragon   | 39 - 30                  | 31 - 34                   | 70 - 64 |
| HC Celje               | VfL Gummersbach | Celje, 22 apr. 2012      | Gummersbach, 28 apr. 2012 | 59 - 59 |
| HC Celje               | VfL Gummersbach | 34 - 27                  | 25 - 32                   | 59 - 59 |

## Finali
| Squadra 1       | Squadra 2              | Andata                    | Ritorno                  | Totale  |
| --------------- | ---------------------- | ------------------------- | ------------------------ | ------- |
| VfL Gummersbach | SG Flensburg-Handewitt | Gummersbach, 20 mag. 2012 | Flensburgo, 25 mag. 2012 | 61 - 66 |
| VfL Gummersbach | SG Flensburg-Handewitt | 33 - 34                   | 28 - 32                  | 61 - 66 |

## Campioni
| Vincitore della Coppa delle coppe 2011-2012 |
| ------------------------------------------- |
| SG Flensburg-Handewitt 1º titolo            |